# Leia piffardi
Leia piffardi är en tvåvingeart som beskrevs av Edwards 1925. Leia piffardi ingår i släktet Leia och familjen svampmyggor. Inga underarter finns listade i Catalogue of Life.